# Станіслав Ґомолінський
Станіслав Ґомолінський (герб Єліта; помер у 1604) — єпископ Луцький (з 1600), єпископ Холмський (з 1591), єпископ Кам'янецький (1590) канонік Сандомирський (з 1589), Краківський (з 1583), пробст Базиліки Святих Петра і Павла в Познані (1585—1600), схоластик Плоцький.

## Життєпис
У 1559 здобув освіту у Віттенберзькому університеті.
Призначений королівським секретарем. У 1580 висвячений на священника.
У 1582 взяв на себе Куявське єпископство від імені новообраного єпископа Ієроніма Роздражевського.
З 1594 належав до польської єпископської комісії, яка вела переговори з православною церквою про укладення церковної унії.
Будучи єпископом Холмським, служив канцлером Замойської академії, а Папи Климента VIII затвердив буллою його статут у 1595.
Ґомолінський заснував монастир домініканців у Яневі Підляському і збудував палац єпископів Холму в Красноставі.